# Trichonephila fenestrata
Espèce
Synonymes
- Nephila fenestrata Thorell, 1859
- Nephila venusta Blackwall, 1865
- Nephila dasycnemis Gerstäcker, 1873
- Nephila obsoleta Gerstäcker, 1873

Statut de conservation UICN

 LC  : Préoccupation mineure
Trichonephila fenestrata est une espèce d'araignées aranéomorphes de la famille des Araneidae.

## Distribution
Cette espèce se rencontre en Afrique subsaharienne.

## Description
Les femelles mesurent de 22 à 28 mm.

## Liste des sous-espèces
Selon World Spider Catalog (version 25.0, 18/03/2024) :
- Trichonephila fenestrata fenestrata (Thorell, 1859)
- Trichonephila fenestrata fuelleborni (Dahl, 1912)
- Trichonephila fenestrata venusta (Blackwall, 1865)

## Systématique et taxinomie
Cette espèce a été décrite sous le protonyme Nephila fenestrata par Thorell en 1859. Elle est placée dans le genre Trichonephila par Kuntner et al. en 2019.

## Publications originales
- Thorell, 1859 : « Nya exotiska Epeirider. » Öfversigt af Kongliga Vetenskaps Akademiens Förhandlingar, vol. 16, p. 299-304 (texte intégral).
- Blackwall, 1865 : « Descriptions of recently discovered species and characters of a new genus, of Araneida from the East of Central Africa. » Annals and Magazine of Natural History, sér. 3, vol. 16, p. 336-352 (texte intégral).
- Dahl, 1912 : « Seidenspinne und Spinneseide. » Mitteilungen aus dem Zoologischen Museum in Berlin, vol. 6, p. 1-90 (texte intégral).